# Виничани
Винича́ни (мак. Виничани) — село у Північній Македонії, у складі общини Градсько Вардарського регіону.
Населення — 569 осіб (перепис 2002) в 155 господарствах.